# Drumul lacrimilor

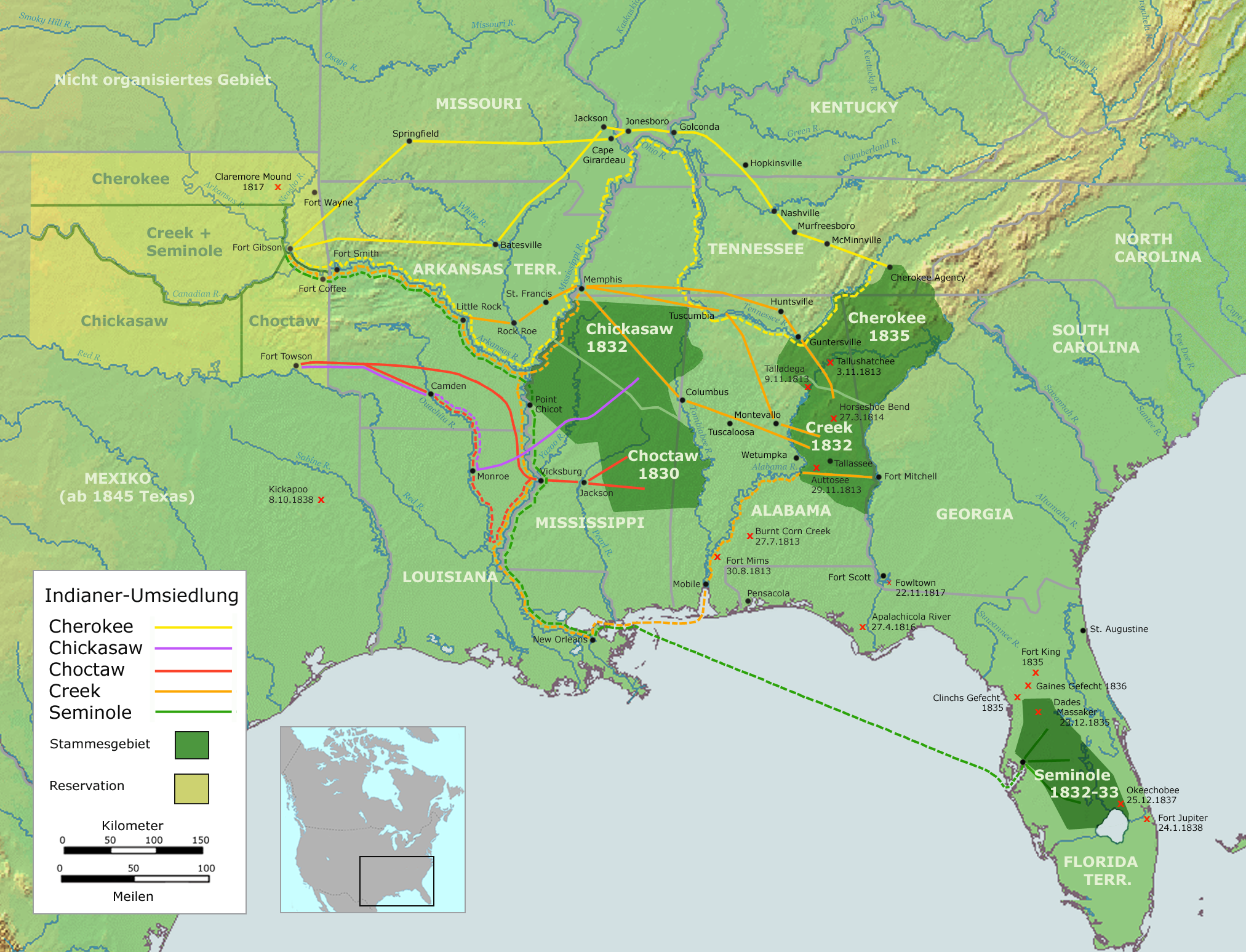
Trail of Tears

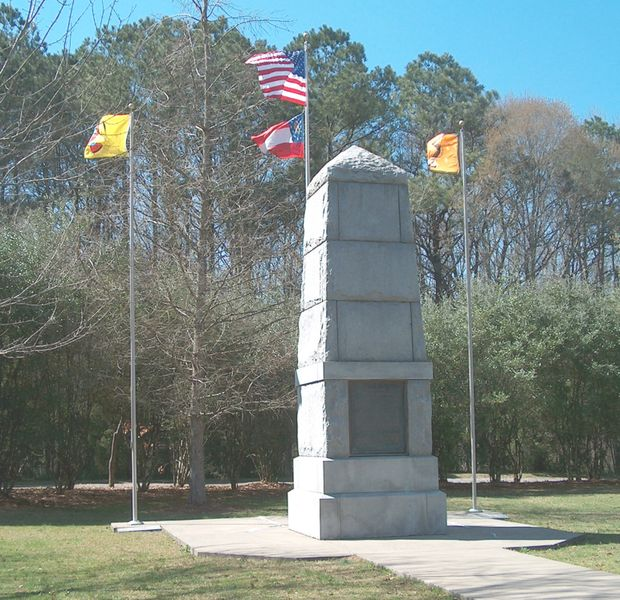
Memorialul "Drumul lacrimilor"

Drumul lacrimilor (engleză Trail of Tears) este numită izgonirea amerindienilor din regiunile fertile  cu păduri din sud-estul SUA și obligarea lor să trăiască în regiunile aride în rezervații în regiunea numită Indian Territory, care se află în prezent în statul federal american Oklahoma. Această acțiune de deportare a amerindienilor este o pagină tragică și rușinoasă în istoria nordamericană. Acțiunea de deportare a fost provocată de creșterea necesarului de terenuri agrare datorită creșterii populației albe în anii 1800 prin emigrațiile masive din Europa. Politica regimului american de transhumanță a fost legalizată prin decretul de lege „Indian Removal Act” din 1830 din perioada președintelui Andrew Jackson. Deportarea a fost realizată forțat, cu ajutorul armatei. Pe drum spre rezervații au murit peste un sfert din numărul amerindienilor deportați; această decimare a lor fost cauzată de boli, frig, epuizare și foame. Pe lângă decimare s-a produs și dezrădăcinarea lor din punct de vedere spritual și cultural, triburile din est fiind diferite de cele din vest. Cu toate revendicările pretinse de amerindieni, până în prezent guvernul american n-a luat nici o poziție cu privire la deportarea lor. Monumentul „Trail of Tears” a fost ridicat abia în 1987.

## Originea denumirii
„Trail of Tears“ se referă la forma camuflată în care legiutorii nord-americani au căutat să deporteze cu forța pe amerindienii cherokeezi. Drumul spre rezervație fiind numit de indieni  „Nunna daul Tsuny“ (în traducere „Drumul pe care noi am plâns”). Acest termen a fost preluat de mass-media americană, și a apărut de exemplu în 1831 în ziarul „Arkansas Gazette” sau alte gazete ale vremii sub numele de „The Long Walk” (Marșul lung).